# Хорев, Валерий Александрович
Валерий Александрович Хорев (род. 1963, Первоуральск, Свердловская область, РСФСР, СССР) — российский политический и муниципальный деятель. Глава Первоуральска с 2016 по 2018 год.

## Биография
Родился и вырос в Первоуральске.
Окончил школу № 7. Высшее образование получил в Уральском политехническом институте, где окончил механико-машиностроительный факультет.

## Карьера
Трудовой путь начал в 1987 году на Новотрубном заводе, помощником мастера во втором цехе. Последняя должность на заводе — технический директор компании ЧТПЗ.
В 2013 году возглавил муниципальное предприятие «Водоканал».
В 2016 году был назначен на должность первого заместителя главы администрации городского округа. 29 сентября 2016 года был назначен на должность временно исполняющего обязанности главы администрации городского округа Первоуральск. 26 апреля 2018 года покинул пост.